# Заступник начальника штабу Повітряних сил США

Прапор заступника начальника штабу Повітряних сил США

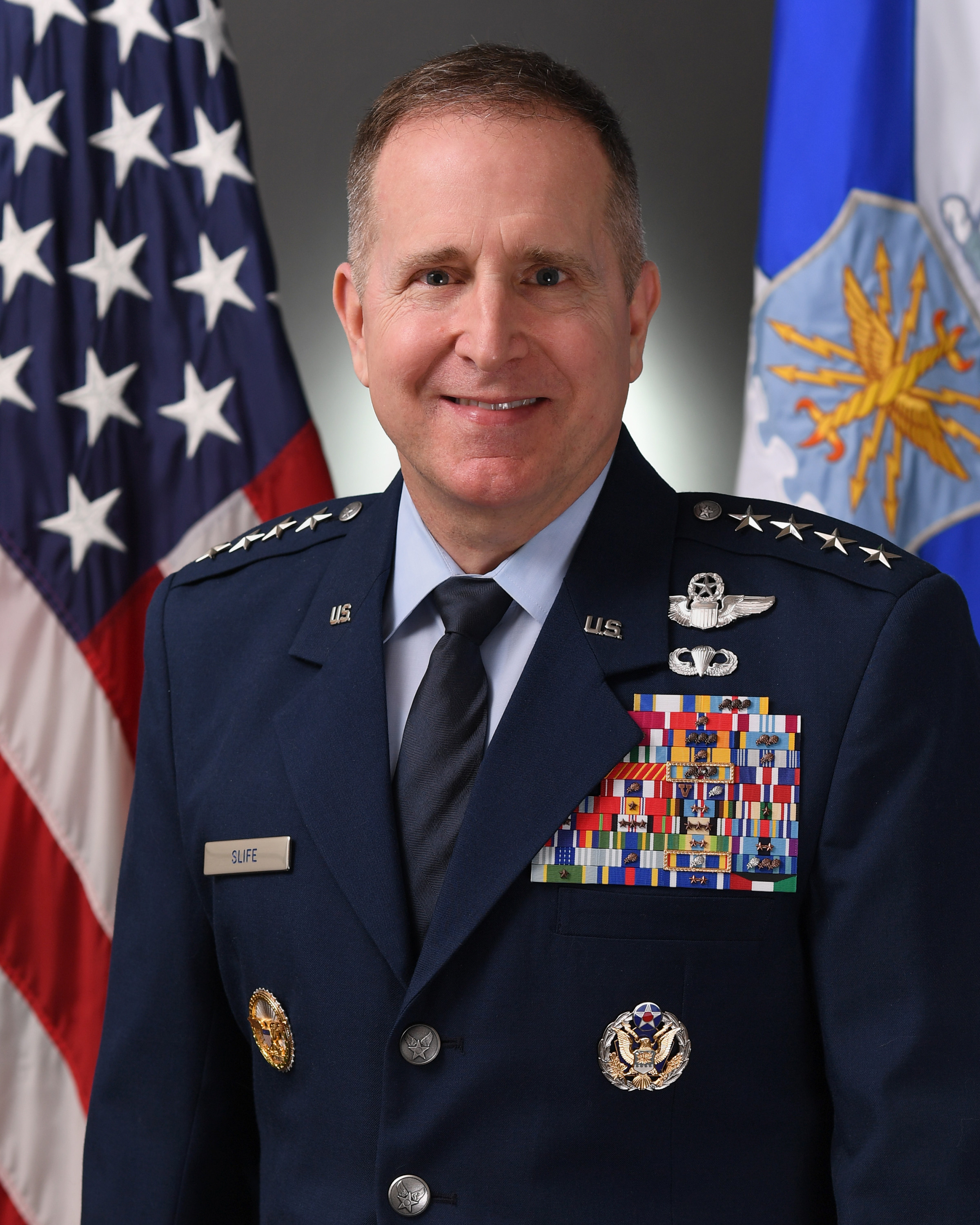
Чинний заступник начальника штабу Повітряних сил США генерал Джеймс Слайф

Засту́пник нача́льника шта́бу Повітряних сил США або віце-начальник штабу Повітряних сил США (англ. Vice Chief of Staff of the United States Air Force, VCSAF) — єдиний заступник начальника штабу ПС, який є другим у військовій ієрархії офіцером, що перебуває на дійсній військовій службі в Міністерстві ПС США.
Заступник начальника штабу здійснює безпосереднє керівництво повсякденною діяльністю штабу Повітряних сил, у разі його відсутності виконує його обов'язки. За статутом на посаду віце-начальника штабу ПС призначається чотирихзірковий генерал Повітряних сил Сполучених Штатів.
Кандидатура генерала на посаду заступника начальника штабу Повітряних сил США затверджується особисто президентом, після погодження та затвердження Сенатом.
Діючим віце-начальником штабу Повітряних сил США з листопада 2020 року є генерал Девід Олвін.

## Список заступників начальників штабу Повітряних сил США (1947–по т.ч.)
| №  | Ім'я                    | Зображення | Термін у посаді                      |
| -- | ----------------------- | ---------- | ------------------------------------ |
| 1  | Гойт Сенфорд Ванденберг |            | 1947–1948                            |
| 2  | Мур Фейрчайлд           |            | 1948–1950                            |
| 3  | Натан Фаррагут Твайнінг |            | 1950–1953                            |
| 4  | Томас Дрессер Вайт      |            | 1953–1957                            |
| 5  | Кертіс Лемей            |            | 1957–1961                            |
| 6  | Фредерік Гаррісон Сміт  |            | 1961–1962                            |
| 7  | Вільям Маккі            |            | 1962–1964                            |
| 8  | Джон Пол Макдоннелл     |            | 1964–1965                            |
| 9  | Вільям Бленчерд         |            | 1965–1966                            |
| 10 | Брюс Голловей           |            | 1966–1968                            |
| 11 | Джон Дейл Раян          |            | 1968–1969                            |
| 12 | Джон Маєр               |            | 1969–1972                            |
| 13 | Горас Вейд              |            | 1972–1973                            |
| 14 | Річард Елліс            |            | 1973–1975                            |
| 15 | Вільям Макбрайд         |            | 1975–1978                            |
| 16 | Л'ю Аллен               |            | 1978                                 |
| 17 | Джеймс Гілл             |            | 1978–1980                            |
| 18 | Роберт Матіс            |            | 1980–1982                            |
| 19 | Джером О'Меллі          |            | 1982–1983                            |
| 20 | Лоуренс Сканце          |            | 1983–1984                            |
| 21 | Ларрі Велч              |            | 1984–1985                            |
| 22 | Джон Піотровські        |            | 1985–1987                            |
| 23 | Монро Гетч              |            | 1987–1990                            |
| 24 | Джон Лох                |            | 1990–1991                            |
| 25 | Майкл Карнс             |            | 1991–1994                            |
| 26 | Томас Мурмен            |            | 1994–1997                            |
| 27 | Ральф Ебергарт          |            | 1997–1999                            |
| 28 | Лестер Лайліз           |            | 1999–2000                            |
| 29 | Джон Генді              |            | 2000–2001                            |
| 30 | Роберт Фоглесон         |            | 2001–2003                            |
| 31 | Майкл Моузлі            |            | 2003–2005                            |
| 32 | Джон Корлі              |            | 2005–2007                            |
| 33 | Дункан Макнабб          |            | вересень 2007 — 5 вересня 2008       |
| 34 | Вільям Фрейзер III      |            | 9 жовтня 2008 — 27 серпня 2009       |
| 35 | Керрол Чандлер          |            | 27 серпня 2009 — 14 січня 2011       |
| 36 | Філіп Брідлав           |            | 14 січня 2011 — 27 липня 2012        |
| 37 | Ларрі Спенсер           |            | 27 липня 2012 — 17 серпня 2015       |
| 38 | Девід Голдфейн          |            | 17 серпня 2015 — 1 липня 2016        |
| 39 | Стівен Вілсон           |            | 22 липня 2016 — 16 листопада 2020    |
| 40 | Девід Алвін             |            | 16 листопада 2020 — 2 листопада 2023 |
| 41 | Джеймс Слайф            |            | 19 грудня 2023 — по т.ч.             |